# Ici Pays d'Auvergne
Ici Pays d'Auvergne, anciennement France Bleu Pays d'Auvergne, est l'une des stations de radio généralistes du réseau Ici de Radio France. Elle a pour zone de service les départements du Puy-de-Dôme, de l'Allier, du Cantal et le tiers ouest du département de la Haute-Loire.
Elle a commencé à émettre sous l'égide de Radio France le 19 avril 1983 sous le nom de Radio Puy de Dôme puis celui de Radio France Puy de Dôme en 1986. Auparavant, elle était été placée sous l'égide de la RDF, la RTF (sur les ondes de France 2) et l'ORTF (sur les ondes de France Inter).

## Historique

### 1944-1964: naissance dans la clandestinité, développement

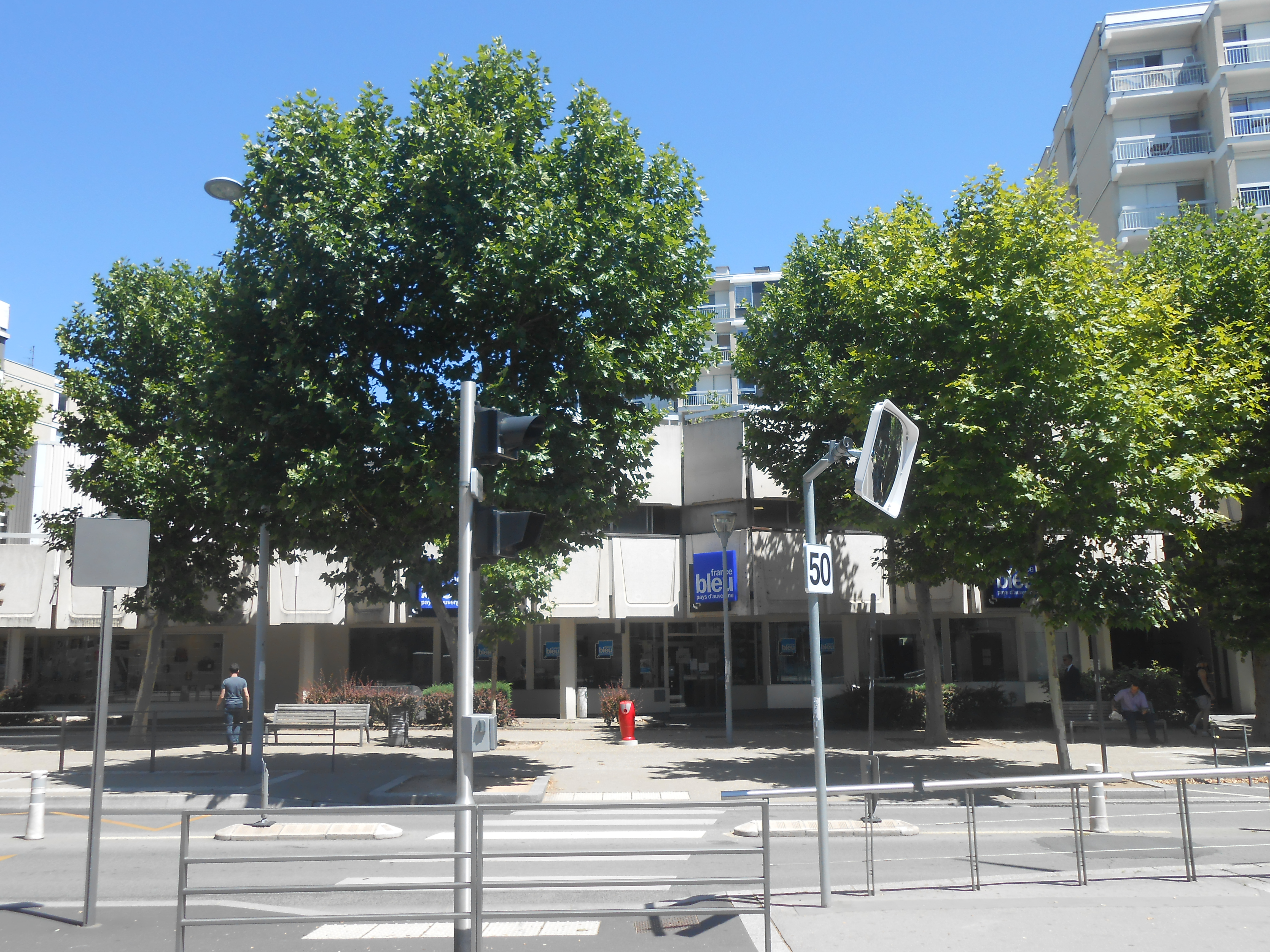
Siège de France Bleu Pays d'Auvergne situé Boulevard François Mitterrand à Clermont-Ferrand.

La radio en Auvergne est née dans la clandestinité au lendemain de la libération de Clermont-Ferrand fin août 1944. Le 8 septembre 1944, l’annonce « Ici Clermont, Radiodiffusion française » succède aux premières annonces « Poste FFI Clermont-Auvergne ».
La première équipe s’installe au Paradis, à Royat, chez le futur maire M. Revenel. Aux manettes, Max Pollet, qui vient des Laboratoires Radio Électriques de Clermont, Marcel Laporte dit « Radiolo ». Au micro, un couple célèbre anime la jeune radio : René et Françoise Paput. René Paput crée le personnage « le Père Johannet » (personnage fictif mais toute l'Auvergne croit qu'il existe vraiment), qui intervient notamment dans le magazine agricole. René Paput anime aussi Théâtre et Variétés ainsi que l'Auvergne au micro. La speakerine Raymonde Bourilhet — à l'antenne Françoise — ouvre l'antenne et assure sa continuité. Le musicien Guy Dejardin dit Tristan Carol, pianiste de la Radiodiffusion française et de Radio Luxembourg, également orchestrateur des ensembles Ray Ventura et Raymond Legrand, assure le pêle-mêle musical quotidien, il est l'auteur de sketchs pour les émissions de variétés et présente les informations avec René Paput. Pierre Garnier est alors directeur artistique de la station.
Le 5 octobre 1944, l’équipe déménage au Château Saint-Victor, à Chamalières, situé au 137, avenue de Royat, où le général Frère avait été arrêté par les Allemands et où est installée aujourd’hui France 3 Auvergne. La première discothèque comprend  33 disques prêtés par des particuliers.
En 1946, la radio prend son essor avec le puissant émetteur ondes moyennes d'Ennezat qui remplace le premier émetteur de Gravenoire. C’est Louis Gigot qui prend la direction technique du centre. Les programmes s’étoffent avec entre autres Jean Herbé, pseudo du futur directeur du Théâtre René Barbalat, ce dernier animant des émissions de variétés, Émile Defforges animant lui des émissions de folklore.

### 1964-1974: arrivée de la télévision au travers de l'ORTF
L’arrivée de la télévision par l'intermédiaire de l'ORTF, en 1964, est une étape importante de l’histoire de l'audiovisuel régionale. La radio et la télévision sont installées ensemble au Château Saint-Victor avant la construction à proximité, dans le parc, du nouveau studio télé du 137, avenue de Royat. Cette période dure dix ans, jusqu'en 1974, ce qui correspond à la fin de l'ORTF.

### 1974-1982: la radio continue sous la bannière FR3
En 1975, les télévisions régionales sont maintenant sous la bannière de FR3.
La radio régionale, Radio Auvergne (RTF) puis Clermont Auvergne (ORTF), est rattachée à FR3 avec le slogan « FR3 c’est aussi la radio ». À partir du 7 avril 1975, FR3 Auvergne radio commence ses émissions en modulation de fréquence (FM) depuis le sommet du Puy de Dôme. L'émetteur ondes moyennes continue à fonctionner à Ennezat en Limagne. La zone de service s'étend aux quatre départements de la région Auvergne. René Paput est toujours là, mais de nouvelles voix apparaissent. En particulier celles de Jacques Santamaria , Dominique Montavy , Christian Lassalas et Jacques Mailhot . La période FR3 dure sept ans jusqu'à l'arrivée de Radio France.

### 1982-2000: arrivée de Radio France
Une première réunion entre les responsables de FR3 Radio, Maurice Pourchon président du Conseil régional et Yves Guillon, vice-président du Conseil général a eu lieu en juillet 1981. Quelques semaines plus tard une délégation d'élus auvergnats rencontre Michèle Cotta, présidente de Radio France. Il est décidé que Radio Puy de Dôme soit installée à Clermont-Ferrand, l'année 1982 étant consacrée aux questions budgétaires, à la recherche des locaux et à leur aménagement.
Officiellement, le 1er janvier 1983, Radio France prend en charge la radio locale de service public. Le 19 avril 1983, Radio Puy de Dôme ouvre son antenne dans ses locaux du 80 boulevard Gergovia (aujourd’hui boulevard François-Mitterrand) à Clermont-Ferrand.

### 2000: création du réseau France Bleu
Le 4 septembre 2000, les radios locales de Radio France sont réunies en réseau, Radio France Puy de Dôme devient France Bleu Pays d'Auvergne.

### 2025: chagnement de nom
Le 6 janvier 2025, tout le réseau France Bleu, dont 'Pays d'Auvergne', a procédé à un changement de nom vers le nom "ici". La station s'appelle désormais ici Pays d'Auvergne.

## Équipes locales
La direction de ici Pays d'Auvergne encadre une équipe d'une quinzaine de journalistes et d'animateurs radio.

### Anciens animateurs et journalistes
- Christophe Dechavanne
- Laurent Bignolas
- Jean-Luc Petitrenaud
- Nicolas Stoufflet

## Programmation
Disponible sur https://www.ici.fr/radio/pays-d-auvergne

## Diffusion
ici Pays d'Auvergne diffuse ses programmes sur la bande FM en desservant les zones géographiques suivantes : 
- Dans le Puy de Dôme : Clermont-Ferrand / Vichy (émetteur du Puy de Dôme) sur 102,5MHZ, Clermont-Ferrand Sud / Cournon-d'Auvergne / Vic-le-Comte (émetteur de Saint-Maurice) sur 102MHZ , Ambert sur 99,5MHZ , Bourg-Lastic sur 97MHZ , Courpière sur 101,9MHZ , Issoire sur 92,3MHZ , La Bourboule sur 94,7MHZ et Le Mont-Dore sur 101MHZ ;
- Dans l'Allier : Moulins sur 99,9MHZ et Montluçon sur 96,7MHZ ;
- Dans le Cantal : Allanche sur 97,1MHZ , Aurillac sur 100,2MHZ , Massiac sur 99,6MHZ , Riom-ès-Montagnes sur 98,6MHZ et Saint-Flour sur 100,1MHZ .